# Jūkō B-Fighter
Juukou B-Fighter (重甲ビーファイター|Jūkō Bī Faitā, Escarabajo de combate, Pesado Shell B-Fighter), fue una serie de televisión de 1995 del género Tokusatsu japonés. B-Fighter es la abreviatura de "Escarabajo de combate". Era parte de la saga Metal Hero de Toei. Se trataba de tres miembros de la prestigiosa Academia de la Tierra (アースアカデミアASU Akademia?) Luchan contra las fuerzas del mal del otro mundo Empire Jamahl. Las imágenes de acción y los apoyos se utiliza para Big Bad Beetleborgs y tiene una secuela llamada B-Fighter Kabuto.

## Trama
Los insectos de todo el mundo comienzan a pulular por razones desconocidas, con otros animales y plantas a actuar extraño también. Para investigar esto, Takuya Kai se envía con un grupo Tierra Academia. La investigación de manera independiente, Takuya encuentra Guru que revela que los insectos se están preparando para la batalla contra los invasores de otra dimensión. Ofreciendo su ayuda, la Academia de la Tierra crear armaduras para combatir la amenaza que el Jamahl llega a la Tierra para esclavizar a los humanos. A pesar de que tienen problemas para el perfeccionamiento de la Bio-Maquinaria, Guru llega para infundir la armadura con la fuerza de la vida de muchos insectos. Una vez que los trajes se hacen los B-comandantes, un traje elige Takuya mientras que los otros dos bonos para Daisaku Katagiri y Rei Hayama. Con su nuevo poder, los B-Fighters lucha para hacer retroceder a las fuerzas de Jamahl que pretenden dominar la Tierra.
- Datos: Q2022612